# Peucedanum involucratum
Peucedanum involucratum är en flockblommig växtart som beskrevs av Jevgenij Korovin. Peucedanum involucratum ingår i släktet siljor, och familjen flockblommiga växter. Inga underarter finns listade i Catalogue of Life.